# Massarosa
Massarosa är en ort och kommun i provinsen Lucca i regionen Toscana i Italien. Kommunen hade 22 322 invånare (2018).